# Чабанове (Сватівський район)
Чаба́нове — село в Україні, у Білокуракинській селищній громаді Сватівського району Луганської області. Населення становить 74 осіб. Площа села 119 га.

## Історія
На початку XVIII століття, після азовських походів Петра I ці землі були віддані князю Борису Куракіну. Його син Олександр Куракін у 1730—1760 роках розводив на цих землях овець та велику рогату худобу, давав притулок кріпакам-утікачам з України та Росії, козакам з Чернігівської губернії заради заселення спустошених придушенням повстання Булавіна земель. Село засноване в 1824 році навколо ставу чабанами, які випасали овець та кіз.
Офіційно село засноване 1914 року, переважно переселенцями з Харківської та Полтавської губерній після Столипінської реформи 1906 року.
У 1931—1932 році село Чабанове ввійшло до складу радгоспу «Тополі». У 1933 році радгосп «Тополі» був реорганізований, землі села увійшли в радгосп «Червоноармієць» як відділок № 4.
У роки німецько-радянської війни село було окуповане німецькими військами з липня 1942 по січень 1943 року. Звільнене під час Острогозько-Россошанської наступальної операції частинам Південно-Західного фронту Червоної армії.

## Населення
У селі проживає 32 особи в 16 дворах.

## Вулиці
У селі існують вулиці: Зелена, Молодіжна, провулок Гагаріна.

## Транспорт
Село розташоване за 44 км автошляхом від районного центру та за 14 км від залізничної станції Солідарний, що на лінії Валуйки — Кіндрашівська-Нова.

## Економіка
З набуттям Україною незалежності, 1992 року організовується ряд фермерських господарств: СФГ «Луч» (голова Тарасенко А. Є.), СФГ «Лотос» (голова Гончаренко Ю. В.), СФГ «Лада» (голова Кришталь Ю.Ф.).